# Corvus splendens
El cuervo indio (Corvus splendens) es una especie de ave paseriforme de la familia Corvidae propia del sur y sudeste de Asia. Existen también diversas poblaciones que ha colonizado en África oriental y en varios enclaves costeros del Arabia. Esta ave se encuentra actualmente en la lista de especie exóticas invasoras preocupantes para la Unión Europea.
Por tamaño, 40 cm de longitud, está entre la grajilla occidental y la corneja negra, pero es más esbelto. La frente, la coronilla, la garganta y la parte alta del pecho son negros, mientras que el resto del pecho tiene un color gris amarronado. Las alas, cola y patas son negras. Hay variaciones regionales en el grosor del pico y la profundidad del color en las plumas.

## Taxonomía
El denominado C.s. splendens se encuentra en India, Pakistán, Nepal y Bangladés, y tiene un collar gris en el cuello. La subespecie C.s zugmayeri se encuentra en las zonas secas del sur de Asia e Irán y tiene un collarín muy pálido en el cuello. La subespecie C.s. protegatus se encuentra en el sur de la India, las Maldivas (algunas veces llamado maledivicus) y Sri Lanka, y tiene el cuello gris. C. s. insolens se encuentra en Birmania y es la forma oscura carente de collar.

## Distribución y hábitat
Está ampliamente distribuido en el sur de Asia, siendo nativo de India, Pakistán, Nepal y Bangladés, Sri Lanka, las islas Maldivas, las islas Laccadive, el sudoeste de Tailandia y la costa sur de Irán. Se introdujo en el este de África a través de Zanzíbar (hacia 1897) y Puerto Sudán. La llegada a Australia en barco no ha sido determinada. Recientemente, se ha conocido su llegada a Europa y ha sido visto anidando en al puerto holandés de Hoek van Holland desde 1998.
Se ha constatado una población de entre 200 y 400 cuervos en Sham Shui Po, New Kowloon, Hong Kong (en particular en las viviendas públicas de Lai Kok y en el Sham Shui Po Park y el Kowloon Tsai Park). En la costa sur de Irlanda s eha visto un individuo en septiembre de 2010.
En el Nuevo Mundo, se ha establecido una pequeña población en torno a San Petersburgo (Florida).
En asociación con las personas, en Singapur se intenta contener el avance de la población, que llega a 190 por km².
El potencial invasor de la especie de muy grande sobre todo en los trópicos. Tiene una gran facilidad de adaptación a la convivencia con humanos, y no se conocen poblaciones independientes.
En Chile existe el registro de una pareja en Punta Arenas, lo más probable es que se traten de ejemplares que se colaron en una embarcación y así llegaron al país.

## Comportamiento

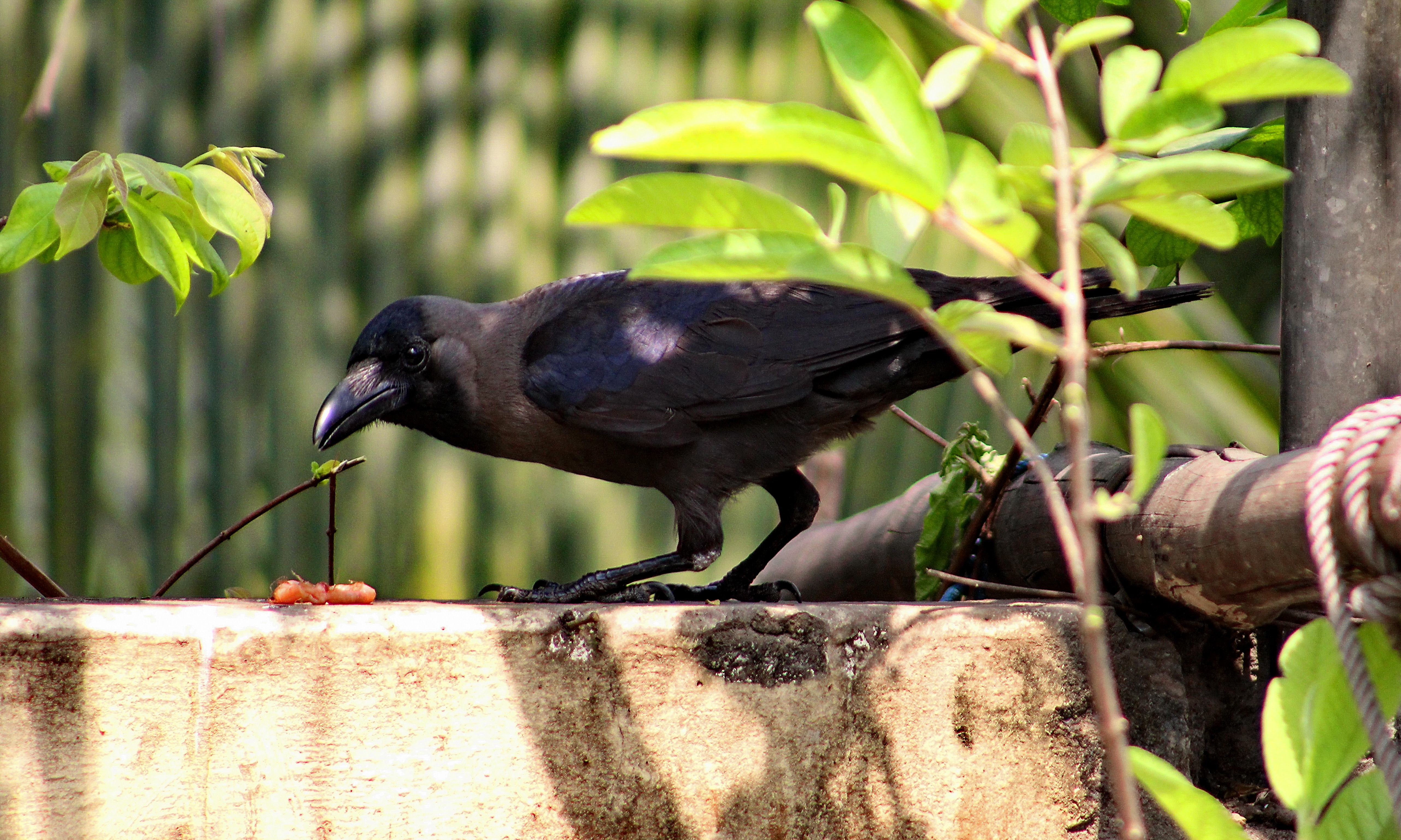
Descansando en las sombras de una azotea.

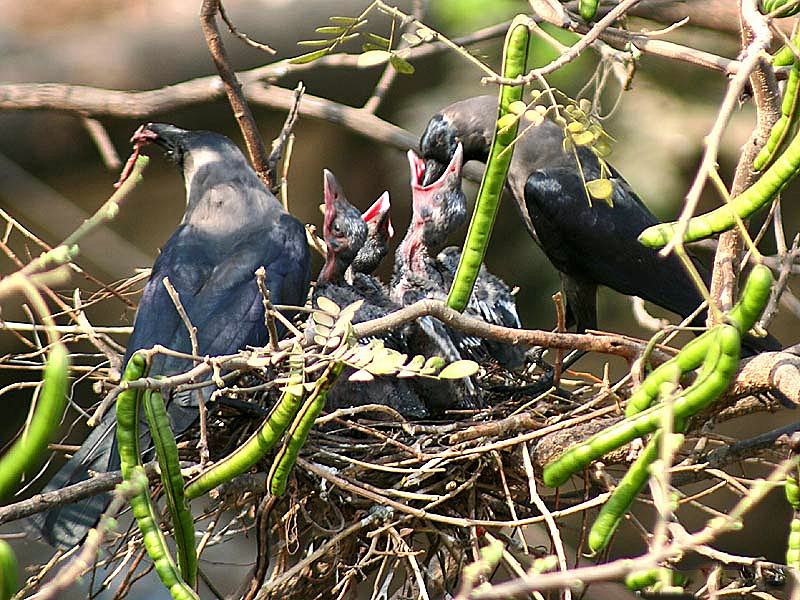
Padres alimentando crías

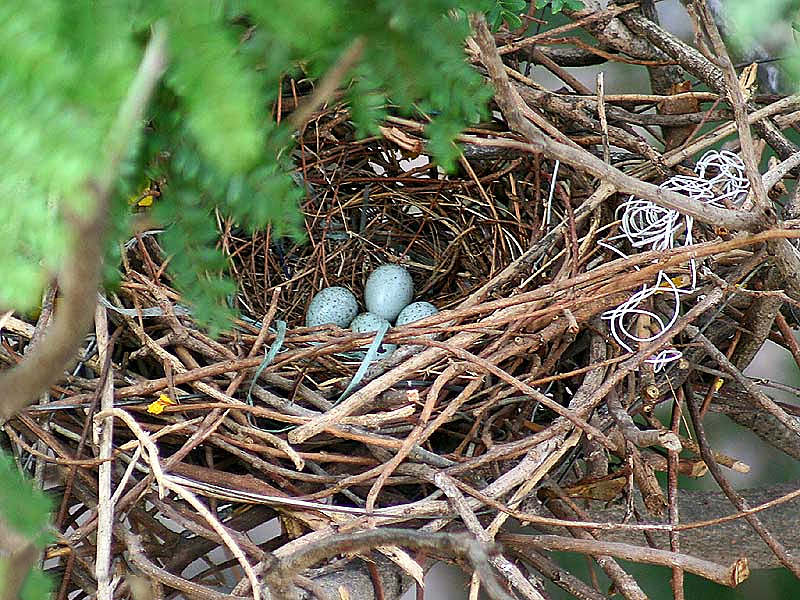
Nido con huevos

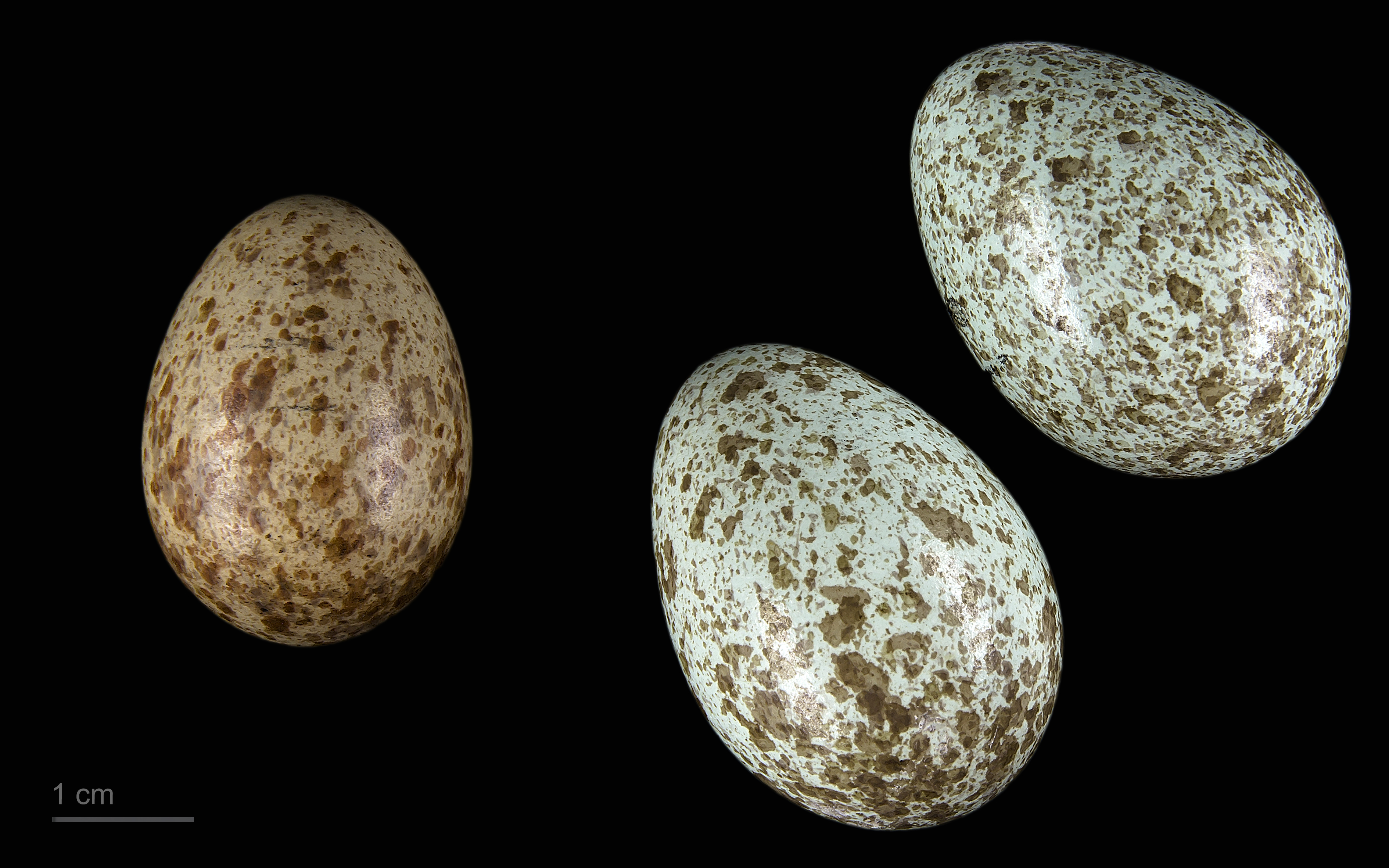
Eudynamys scolopaceus en un nido de Corvus splendens - MHNT

### Dieta
Los cuervos indios se alimentan bien en torno a los hábitats humanos, de pequeños reptiles, mamíferos y otros animales como insectos y pequeños invertebrados, huevos, polluelos, granos y frutos. Se les ha visto cazando en picado pequeñas ardillas. La mayoría se alimentan en el suelo, pero también en los árboles y donde surja una oportunidad. Son aves oportunistas y, debido a su dieta omnívora, pueden alimentarse de cualquier cosa comestible. Pueden estar cerca de mercados y basureros, rebuscando en los desechos.

### Crianza
Necesitan algunos árboles para anidar con éxito, aunque se han visto anidar en postes telefónicos. Ponen de 3 a 5 huevos en un nido típico y a veces hay varios nidos en el mismo árbol. En el sur de Asia, son parasitados por el koel común. En India y la península malaya crían entre abril y julio. Prefieren los árboles con grandes copas.

### Posaderos
Los cuervos se posan comunalmente cerca de los hábitats humanos y a menudo ocupan las calles. Un estudio realizado en Singapur muestra que prefieren áreas bien iluminadas con mucha actividad humana, cerca de fuentes de comida, en árboles con grandes copas separados de los demás. Los lugares donde se posan a menudo están rodeados de altos edificios. Antes de alcanzar los árboles-percha pueden reunirse en grupos en antenas de TV, cimas de tejados, árboles de arcenes, campos abiertos, y alimentarse o acondicionarse con el pico mientras tanto.

## Relación con los humanos
Se sospecha que paramixovirus como el PMV 1, que causa la enfermedad de Newcastle, propia de las aves, puede ser portada por Corvus splendens, que causa mortandades entre ellos. También han sido encontrados portadores de Cryptococcus neoformans, que causa criptococosis en humanos.